# Joseph Dippel
Joseph Dippel (* 15. Januar 1840 in Wittibreut; † 11. Juni 1915) war ein deutscher Geistlicher und Gelehrter.

## Leben
Joseph Dippel gehörte der Diözese Passau an. Er wurde am Bischöflichen Klerikal-Seminar zum Heiligen Stephan ausgebildet, empfing am 27. Juni 1863 die Priesterweihe und promovierte 1865 mit der Arbeit Versuch einer systematischen Darstellung der Philosophie des Carolus Bovillus nebst einem kurzen Lebensabrisse. Ein Beitrag zur Geschichte der Philosophie des 16. Jahrhunderts in Würzburg.  Es folgten weitere Veröffentlichungen, darunter das Handbuch der Aesthetik und der Geschichte der bildenden Künste (1871), Kulturgeschichte – Religionsphilosophie (1877) und Der russische Nihilismus (1882). Dippel war Mitarbeiter mehrerer Zeitschriften. Während Karl Heinz Grenner erklärte, Dippel habe wegen widriger Umstände keine akademische Laufbahn einschlagen können, wird er bei Giuseppe Invernizzi als Philosophieprofessor in Freising geführt. Ob er mit jenem Joseph Dippel identisch ist, der von 1876 bis 1888 Pfarrer in Neunkirchen war, wo er eine Chronik der Pfarrei schrieb, ehe er nach Steinach bei Straubing wechselte, ist unklar. Laut Eislers Philosophen-Lexikon war er Pfarrer in Dommelstadl.